# Speedrun

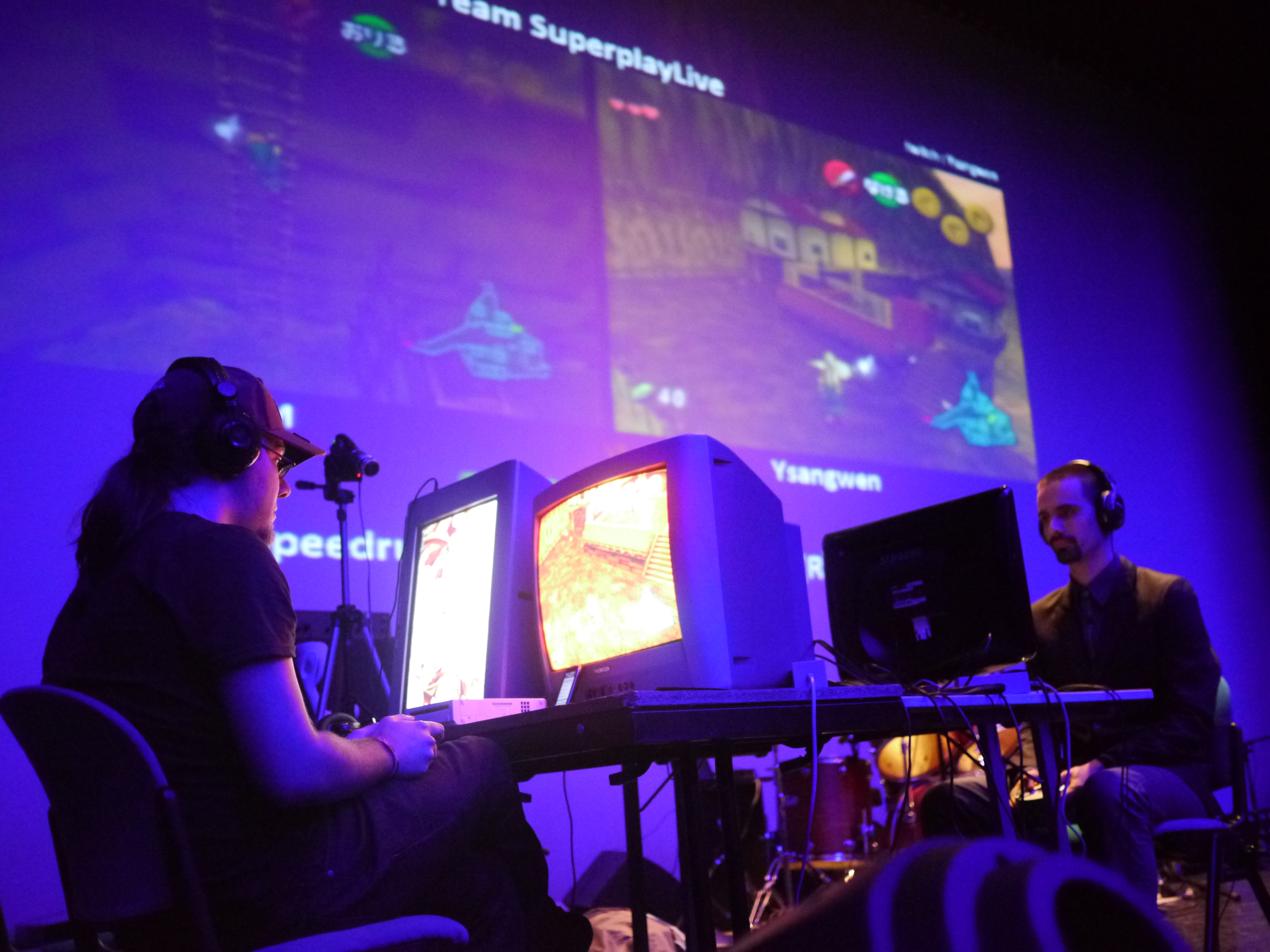
Nella fotografia, un team di giocatori sta tentando una speedrun del videogioco Ocarina of Time in occasione della settima edizione del festival Mang'Azur tenutosi nel 2013 a Tolone, Francia

Una speedrun o uno speedrun è il completamento di una partita di un videogioco, o di una sezione dello stesso, nel più breve tempo possibile, a scopo di sfida personale o di dare nuovo interesse al rigiocare un titolo già completato. Coloro che si dedicano a questa pratica sono chiamati speedrunner e, di solito, realizzano le speedrun registrando le proprie partite e pubblicandole sotto forma di video per poter provare la loro impresa.
Di solito per effettuarli i giocatori sfruttano tecniche particolari, come nel caso del rocket jump negli sparatutto in prima persona, o addirittura dei bug o glitch che permettono vantaggi inaspettati (molto presenti ad esempio nel caso di Final Fantasy VI). L'obiettivo della speedrunner può anche essere proprio di evitare lo sfruttamento di glitch.

## Storia
Lo speedrunning nasce nella seconda metà degli anni '90, grazie al gioco Doom di Id Software e grazie alla possibilità di registrare le proprie partite in file di poche decine di kbyte; è stato però Quake il gioco che ha reso celebre la pratica con la possibilità di montare, grazie anche all'uso di editor esterni, le registrazioni delle partite. Lo speedrunning ha trovato facile diffusione tramite internet creando vere e proprie comunità che si scambiano informazioni su come "limare" anche solo di qualche secondo il tempo di completamento di un gioco o anche solo di un livello.
Con il passare del tempo la speedrun è diventata una sorta di "disciplina" che prevede la sua realizzazione in diverse varianti per ogni videogioco; ad esempio: completare un gioco scoprendone tutti i segreti; giocando al livello di difficoltà più alto; e così via. A tale proposito, sono state create nuove categorie presenti nella quasi totalità dei videogiochi, come la Any%, in cui chi gioca si impegna ad arrivare alla fine del gioco nel minor tempo possibile, solitamente senza limitazioni e quindi col libero uso di glitch e bug. È solito trovare anche la categoria 100%, in cui si deve raccogliere e fare tutto ciò che il gioco propone, o la Low%, che si può definire il contrario della speedrun 100%: l'obiettivo è finire il videogioco raccogliendo meno cose possibili. Sono nate anche categorie gioco-specifiche come la catch ‘em all, della serie di videogiochi Pokémon.

## Maratone di speedrunning
Una maratona di speedrunning consiste nella realizzazione di più speedrun in successione, solitamente ad opera di più speedrunner, le quali vengono trasmesse in diretta streaming attraverso piattaforme di livestreaming come YouTube o Twitch. Generalmente queste maratone vengono organizzate da gruppi di fan che si riuniscono per realizzare speedrun di videogiochi e raccogliere soldi per beneficenza, ma possono anche trattarsi di eventi puramente online. Le maratone di speedrun più popolari sono la Games Done Quick, tenuta negli Stati Uniti dal 2010, e la European Speedster Assembly, tenuta in Svezia dal 2012. Entrambe le maratone si svolgono due volte all'anno, rispettivamente nel periodo invernale ed estivo. In particolare, la Awesome Games Done Quick 2018, edizione invernale di Games Done Quick, tenutasi nei giorni 7–14 gennaio 2018, ha raccolto un totale di $2.294.612 in favore della Prevent Cancer Foundation.